# Lashkar Gah
Lashkar Gah (Pashto: لښکرګاه) (Perzisch: لشکرگاه)letterlijk "legerplaats", voorheen genaamd Bost of Boost, is een stad in het zuiden van Afghanistan en de hoofdstad van de provincie Helmand.
De stad is gelegen in het gelijknamige district, tussen de rivieren de Helmand en de Arghandab die bij Qala Bist met de Helmand samenvloeit. Lashkar Gah wordt ontsloten door de hoofdwegen naar Kandahar in het oosten, Zaran aan de grens met Iran en Herat in het noordwesten.
De stad heeft vanaf 2006 201.546 inwoners. Het vliegveld Bost Airport ligt aan de oostelijke oever van de rivier de Helmand, 8 kilometer ten noorden van de samenvloeiing van de rivieren Helmand en Argahandab.

## Geschiedenis
Het gebied rond de stad maakte in de 9e eeuw deel uit van het rijk van de Saffariden. Duizend jaar geleden werd het een kazernestad voor troepen die de Ghaznaviden-adel vergezelden naar hun grote winterhoofdstad Bost. De ruïnes van de herenhuizen van de Ghaznaviden staan nog steeds langs de rivier de Helmand; de stad Bost en zijn afgelegen gemeenschappen werden in opeenvolgende eeuwen herhaaldelijk geplunderd door de legers van de Ghoriden, Mongolen en Timoeriden. De regio werd later echter opnieuw opgebouwd onder Timoer Lenk.
Tegen het einde van de 16e eeuw werden de stad en de regio geregeerd door de Safaviden-dynastie. Het werd een deel van het rijk van de Hotakiden in 1709. Het werd binnengevallen door troepen van de Afshariden in 1738 op weg naar Kandahar. Tegen 1747 werd het een deel van het Durrani-rijk, de voorloper van het huidig Afghanistan. De Britten bezetten de stad enige tijd tijdens de Eerste Anglo-Afghaanse Oorlog, De stad werd gebruikt door Ayub Khan in de Tweede Anglo-Afghaanse Oorlog tot 1880, toen de Britten hielpen om het terug te geven aan Abdur Rahman Khan.
De moderne stad Lashkar Gah werd in de jaren vijftig gebruikt als hoofdkwartier voor het United States Army Corps of Engineers dat werkte aan het irrigatieproject Helmand Valley Authority (HVA), naar het voorbeeld van de Tennessee Valley Authority (TVA) in de Verenigde Staten. Het stadsplan van het moderne Lashkargah werd ingericht volgens Amerikaanse ontwerpen, met brede, met bomen omzoomde straten en bakstenen huizen zonder ommuring.
Het omvangrijk Helmand-irrigatieproject in de jaren 1940 en 1970 creëerde een van de meest uitgebreide landbouwgebieden in het zuiden van Afghanistan, waardoor vele duizenden hectaren woestijn werden opengesteld voor landbouw  en bewoning. De verantwoordelijkheid voor het onderhoud van de kanalen werd toevertrouwd aan de Helmand en Arghandab Valley Authority (HAVA), een semi-onafhankelijke overheidsinstantie waarvan het gezag (in zijn hoogtijdagen) wedijverde met dat van de provinciegouverneurs.
Na de terugtrekking van de Sovjet-troepen uit Afghanistan in 1989 en de ineenstorting van de regering van Mohammed Nadjiboellah in 1992, werd de stad overgenomen door de Moejaheddin-troepen. Halverwege de jaren negentig viel het in handen van de Taliban. Eind 2001 werden deze bij Operatie Enduring Freedom door de Amerikaanse strijdkrachten uit de macht gezet. Sinds 2002 werden de stad en de regio bezet door Amerikaanse mariniers en de bondgenoten van de International Security Assistance Force (ISAF).
In 2008 vielen Taliban-troepen de stad aan, maar Afghaanse en Amerikaanse troepen slaagden erin hen tegen te houden. Na training en uitrusting van Afghaanse veiligheidstroepen, droegen de buitenlandse legers in 2011 de veiligheidsverantwoordelijkheid over aan het leger van Afghanistan en de Afghaanse Nationale Politie. In oktober 2020 vielen de Taliban de stad opnieuw aan, samen met het nabijgelegen district Nad Ali. Strijders hesen de vlag van het 'Islamitisch emiraat Afghanistan' bij de oostelijke ingang van de stad, maar trokken zich enkele dagen terug nadat de Verenigde Staten bij hun vredesonderhandelingen de concessie deden hun luchtaanvallen op de Taliban bij Lashkar Gah te staken.
In juli 2021 werd de stad wederom doelwit van aanvallen van de Taliban, tijdens hun snelle opmars na de terugtrekking van de Amerikaanse en Britse troepen waarbij in een korte tijd een reeks provinciehoofdsteden werd veroverd. Op 13 augustus claimden zij de stad te hebben veroverd, tegelijkertijd met Tarin Kowt in Uruzgan en daags na de val van Ghazni en Kandahar

## Klimaat
Lashkar Gah heeft een heet woestijnklimaat (Klimaatklassificatie van Köppen BWh), gekenmerkt door weinig neerslag en grote variatie tussen zomer- en wintertemperaturen. De gemiddelde temperatuur in Lashkargah is 20,1 °C, terwijl de jaarlijkse neerslag gemiddeld 97 mm is. De zomers beginnen half mei, duren tot eind september en zijn extreem droog. Juli is de warmste maand van het jaar, met een gemiddelde temperatuur van 32,8 °C. De koudste maand januari heeft een gemiddelde temperatuur van 7,6 °C.